# Ryan Shawcross
Ryan James Shawcross (* 4. Oktober 1987 in Chester) ist ein englischer Fußballspieler. Der Innenverteidiger steht seit dem 20. Februar 2021 bei Inter Miami in den USA unter Vertrag.

## Sportlicher Werdegang

### Frühe Jugend (bis 2002)
Shawcross wuchs in Buckley im Norden von Wales auf, nur etwa zehn Meilen von seiner Geburtsstadt Chester entfernt. Dort spielte er Fußball in der Jugendmannschaft von Buckley Town, einem Verein aus der zweitklassigen Cymru Alliance. Dazu war er seit seiner Grundschulzeit bei den „Flintshire Boys“ aktiv, die bereits mit Gary Speed, Michael Owen und Ian Rush einige Spitzenspieler „produziert“ hatten. Als Shawcross 15 Jahre alt war, lud der FC Wrexham ausgewählte Flintshire Boys zu einem Probetraining ein. Es kam zu einer großen Anzahl von Vertragsabschlüssen, aber der junge Ryan ging leer aus. Nur drei Wochen später stellte er sich beim großen Manchester United vor, das ihn umgehend in die Akademie aufnahm.

### Manchester United (2002–07)
Shawcross durchlief die Nachwuchsteams von United und ließ nach 22 Auftritten für die U-17- in der Spielzeit 2003/04 nicht nur 21 weitere Partien in der U-18-Mannschaft in der Saison darauf folgen, sondern bestritt auch fünf Partien für die Reserveelf. In dieser „zweiten Mannschaft“ kam er in der Saison 2005/06 auf zehn Einsätze in der Premier Reserve League und war damit Bestandteil des Teams, das die Reserveligameisterschaft gewann. In einem Ligaspiel der ersten Profimannschaft von Manchester United blieb Shawcross aber stets unberücksichtigt. Im sportlich weniger bedeutsamen Ligapokal kam er am 25. Oktober 2006 per Einwechslung in der 103. Minute für den ebenfalls debütierenden Michael Barnes zum Zuge und konnte so beim niederklassigen Crewe Alexandra immerhin mit zu seinem späten 2:1-Sieg beitragen.
Um bessere Spielpraxis unter Wettkampfbedingungen zu erlangen, lieh ihn sein Klub im Januar 2007 an das belgische Royal Antwerpen aus, das eine langjährige Kooperation mit den „Red Devils“ aus Manchester pflegt(e). Die verbleibende Zeit in der Spielzeit 2006/07 war für Shawcross mit 22 Einsätzen und drei Toren ebenso erfolgreich, wie die Tatsache, dass er in Antwerpen mit zum Erreichen der Play-off-Spiele beitrug. Nach dem Ende der Saison kehrte er kurz nach Manchester zurück, nur um kurze Zeit später am 9. August 2007 für ein weiteres halbes Jahr erneut verliehen zu werden – nun an den englischen Zweitligisten Stoke City.

### Stoke City (2007–21)
Gleich beim ersten Pflichtspielauftritt führte sich Shawcross mit dem entscheidenden Tor zum 1:0-Auswärtssieg im Ligaauftakt gegen Cardiff City gut ein. Er machte fortan nicht nur durch seine physischen Stärken auf sich aufmerksam, sondern machte auch technisch für einen großgewachsenen Innenverteidiger häufig eine gute Figur. Ebenso auffällig wurde jedoch hier auch, dass Shawcross mitunter überhart in den Zweikampf ging, wie ein schweres Foul an Francis Jeffers von Sheffield Wednesday zeigte, das diesen für drei Monate außer Gefecht setzte und dessen Mitspieler als „karrierebedrohlich“ anprangerten. Die sportlichen Leistungen veranlassten die Verantwortlichen von Stoke City aber dennoch dazu, Shawcross im Januar 2008 dauerhaft an den Verein binden zu wollen. Für eine Sofortablösesumme von einer Million Pfund plus einer weiteren Million im Falle des Aufstiegs und weiterer Einsätze wechselte Shawcross endgültig nach Stoke-on-Trent. Eine Bedingung des Transfers war jedoch eine Rückkaufklausel für Manchester United, mittels dieser der Ex-Klub bei jedem möglichen Weiterverkauf informiert wird und ein Erstkaufsrecht besitzt. Am Saisonende belegte Shawcross mit Stoke City den zweiten Rang und stieg damit in die Premier League auf.
Der Übergang in die höchste englische Spielklasse verlief für Shawcross ohne größere Probleme und dass die in erster Linie kampfstarken Mannen von Trainer Tony Pulis in den beiden folgenden Jahren jeweils sicher den Klassenerhalt einfuhren, wurde zu nicht unerheblichem Teil dem jungen Verteidigertalent und zunehmenden Schlüsselspieler zugeschrieben, der sich so nach zunächst zwei Auftritten für die englische U-21-Auswahl ins Blickfeld der A-Nationalmannschaft beförderte. Die teils harte Spielweise blieb während dieser Zeit weiter Gegenstand von Kritik, wobei vor allem zwei Akteure des FC Arsenal nach schweren Fouls verletzt außer Gefecht gesetzt wurden. Während hier Emmanuel Adebayor, der sich später in Diensten von Manchester City mit einer Tätlichkeit an Shawcross „revanchierte“, mit drei Wochen nur zu einer relativ geringen Pause gezwungen wurde, sorgte Shawncross' Rot-Foul am 27. Februar 2010 an Aaron Ramsey für den Bruch des Schien- und Wadenbeins und dessen vorzeitiges Saisonende – Arsenals Coach Arsène Wenger geißelte den „Sünder“ für die Vergehen anschließend öffentlich, unterstelle diesem Absicht und forderte eine harte Bestrafung.

### Inter Miami (seit 2021)
Am 20. Februar 2021 gab Inter Miami aus der US-amerikanischen Major League Soccer die Verpflichtung des Innenverteidigers bekannt.

## Englische Nationalmannschaft
International spielte der in England geborene aber in Wales aufgewachsene Shawcross zwei Mal für die walisische U-15-Auswahl. Nach dem sportlichen Durchbruch bei Stoke City kam er im Januar 2008 zu seiner ersten Berufung in die englische U-21-Auswahl für die anstehende Qualifikationspartie gegen Irland und als seine Entwicklung auch in der Premier League fortschritt, befürworteten Experten – darunter speziell Trainer Pulis – eine baldige Berücksichtigung in der A-Nationalmannschaft.
Zunehmende Unsicherheit über Shawcross' internationale Karriere entstand im Oktober 2009 dadurch, dass sich auch der walisische Verband Hoffnungen auf den Jungverteidiger machte. Zuvor hatte die englische Geburtsstätte – oder nach walisischer Darstellung „das nächstgelegene Krankenhaus“ – wenig Spielraum gelassen, aber die FIFA bekräftigte in einem Urteil, dass ein Spieler für ein Land, das ihn mindestens fünf Jahre lang vor dem 16. Geburtstag ausgebildet hat, grundsätzlich spielberechtigt sein soll, wenn dieser nicht zuvor ein Pflichtspiel für eine andere A-Nationalmannschaft absolviert hat.
Dessen ungeachtet berief ihn Englands Trainer Fabio Capello im März 2010 zum ersten Mal in den Kader der englischen „Three Lions“. Beim Freundschaftsspiel gegen Ägypten saß der Neuling dann auch auf der Ersatzbank, kam aber nicht zum Einsatz. Seine einzige Partie bestritt er dann am 14. November 2012 beim 4:2-Testspielsieg in Schweden, als er in der 74. Minute für Steven Caulker eingewechselt wurde.